# Cryptosaurus eumerus
Il criptosauro (Cryptosaurus eumerus), noto anche come criptodraco (Cryptodraco) è un dinosauro erbivoro appartenente agli anchilosauri, o dinosauri corazzati. Visse all'inizio del Giurassico superiore (Oxfordiano, circa 160 milioni di anni fa) e i suoi resti fossili sono stati ritrovati in Inghilterra, ma l'identità è dubbia.

## Classificazione
Questo dinosauro è stato descritto per la prima volta da Harry Govier Seeley nel 1869, sulla base di un insolito femore dalla struttura particolarmente robusta. All'epoca i dinosauri corazzati non erano ben noti, e Seeley ritenne che questo femore appartenesse a un animale simile all'ornitopode bipede Iguanodon. Solo un secolo dopo vennero svolti ulteriori studi, e si pervenne alla conclusione che Cryptosaurus era uno dei primi rappresentanti dei dinosauri corazzati noti come anchilosauri. È stato attribuito alla famiglia dei nodosauridi, ma i resti sono troppo scarsi per poter permettere una classificazione approfondita.

## Significato del nome
Il nome Cryptosaurus deriva dal greco antico cryptos ("nascosto") e sauros ("lucertola"), e venne scelto da Seeley in riferimento alla rarità del ritrovamento, un femore isolato nella Oxford Clay, che faceva supporre un'affinità con Iguanodon. Nel 1889 Richard Lydekker ridenominò l'esemplare con il nome generico di Cryptodraco, perché ritenne che il nome Cryptosaurus fosse già stato utilizzato da Geoffroy nel 1833 per descrivere un altro animale. La convinzione, tuttavia, si basava su un errore tipografico in un giornale tedesco, che riportava un'errata trascrizione di Cystosaurus Geoffroy. L'errore venne ripetuto da Louis Agassiz nel 1846 nel suo Nomenclator Zoologicus. Per lungo tempo, quindi, questo poco noto dinosauro venne chiamato Cryptodraco.